# Aidyn Chronicles: The First Mage
Aidyn Chronicles: The First Mage é um jogo eletrônico de RPG desenvolvido pela H2O Entertainment e publicado pela THQ para Nintendo 64. Ele foi lançado em 20 de março de 2001 na América do Norte e em 3 de agosto de 2001 na Europa.
O jogo acompanha a jornada de Alaron, um jovem escudeiro envenenado por goblins e em busca de uma cura em um vasto mundo 3D repleto de vários personagens e desafios. A jogabilidade apresenta uma mistura de exploração em um mundo grande e não linear e combate por turnos com elementos estratégicos. Desenvolvido com a intenção de mostrar as capacidades do Nintendo 64 para o gênero RPG, Aidyn Chronicles recebeu críticas mistas. Críticos elogiaram sua ambição e profundidade, mas frequentemente apontaram seu desconfortável sistema de combate e suas limitações técnicas como desvantagens significativas.

## Enredo
Aidyn Chronicles: The First Mage acompanha a história de Alaron, um órfão de 17 anos criado por Duke Lloyd. Um dia, durante uma patrulha, Alaron sofre uma emboscada e é deixado para morrer, mas é resgatado por uma mulher bondosa chamada Oriana. Percebendo que há algo especial em Alaron, Oriana o incentiva a iniciar uma jornada de autodescoberta. Durante o jogo, o protagonista visita cidades da raças Mirari e Jundar, viaja por terras repletas de monstros e acaba por enfrentar Ehud, um necromante que tem interesse no destino de Alaron. Alaron é acompanhado por um grupo de outros personagens, incluindo um ladino, um cavaleiro e um feiticeiro. No fim do jogo, Alaron se torna "o primeiro mago".

## Jogabilidade
Aidyn Chronicles: The First Mage apresenta uma jogabilidade dividida entre o modo de aventura e o modo de combate. No modo de aventura, o jogador guia Alaron por um mundo 3D, explorando cidades, florestas e outros locais, interagindo com personagens não jogáveis e descobrindo itens ocultos. Há um ciclo de dia e noite que afeta a jogabilidade, e o jogo inclui um diário para registrar missões secundárias e outras informações importantes. O modo de combate, acionado ao encontrar inimigos, ocorre em arenas de combate com um sistema que mescla turnos e tempo real, similar ao combate de Parasite Eve. O posicionamento dos personagens e o uso estratégico de terrenos mais altos são cruciais para obter vantagens na batalha. Os jogadores podem controlar até quatro personagens ao mesmo tempo, cada um com habilidades e histórias distintas.
A magia no jogo é dividida em quatro "escolas", com os personagens tendo aspectos solares ou lunares que afetam sua afinidade com determinados tipos de magia. O lançamento de feitiços está vinculado à resistência, impedindo o uso ilimitado de feitiços. Os personagens ganham experiência por meio de combate, e as armas também sobem de nível com o uso. No início do jogo, o combate é principalmente corpo a corpo, com feitiços mais poderosos introduzidos posteriormente. Aidyn Chronicles apresenta uma história não linear, permitindo que os jogadores escolham a ordem em que completam as tarefas e exploram o mundo, com apenas um final, mas vários caminhos para alcançá-lo.

## Desenvolvimento
Aidyn Chronicles: The First Mage foi desenvolvido pelo estúdio canadense H2O Entertainment e publicado pela THQ. O desenvolvimento de RPGs em 3D no Nintendo 64 apresentava desafios significativos devido às limitações do dispositivo, incluindo a ausência de uma unidade de CD e o sucesso limitado do 64DD, que impediu a capacidade dos desenvolvedores de utilizar full motion video para contar histórias. Essas limitações dificultaram a concorrência do N64 com as ofertas de RPG do PlayStation, que se beneficiaram dos recursos de CD-ROM. Apesar desses desafios, a H2O Entertainment pretendia provar que o N64 era capaz de lidar com um RPG de grande porte, concentrando-se na criação de uma história convincente e não linear que permitisse aos jogadores explorar o mundo em sua própria ordem. A equipe também enfrentou desafios relacionados ao mercado, visto que o N64 não era tão popular no Japão, onde a maioria dos desenvolvedores de RPG estava sediada, resultando em menos RPGs sendo lançados para a plataforma.

## Recepção
Aidyn Chronicles: The First Mage foi recebido de forma "mista ou moderada" pela crítica especializada, de acordo com o agregador de críticas Metacritic. Jornalistas destacaram o seu escopo ambicioso, mas também suas diversas falhas. O jogo foi elogiado por sua tentativa de trazer uma experiência de RPG tradicional ao Nintendo 64, uma plataforma que até então tinha poucos títulos do gênero. No entanto, muitos críticos acharam que a execução do jogo não estava à altura de seu potencial, resultando em um produto que muitas vezes era frustrante de jogar.
Pelo lado positivo, Sean Miller, do The Electric Playground, elogiou o jogo por seu prólogo envolvente e pelas opções de personalização disponíveis ao formar um grupo. Ele também gostou do desenvolvimento do personagem de Alaron, observando que o crescimento do protagonista, de um escudeiro fraco a um mago poderoso, foi bem executado e lembra os romances clássicos de fantasia. A GamePro destacou o vasto mundo 3D do jogo e a liberdade que ele oferecia ao jogador para explorar e desenvolver seus personagens. Além disso, Joe Fielder, da GameSpot, elogiou a narrativa do jogo e o diálogo inteligente entre os personagens, que ajudou a criar suspense e a desenvolver ainda mais a trama.
No entanto, o jogo enfrentou críticas significativas em relação ao seu sistema de combate, que muitos críticos consideraram lento e incômodo. Miller o descreveu como "o pior sistema de combate já implementado em um jogo de RPG de fantasia," citando seu ritmo lento e sua natureza repetitiva. A Consoles+ concordou com esse sentimento, chamando as seções de combate de "catastróficas e injogáveis." Os gráficos e o design de som também foram pontos de contenção, com a GamePro observando a baixa taxa de quadros e as texturas turvas, e a Hyper criticando a falta de música de fundo e os modelos de personagens rudimentares.